# Anopheles tigertti
Anopheles tigertti is een muggensoort uit de familie van de steekmuggen (Culicidae). De wetenschappelijke naam van de soort is voor het eerst geldig gepubliceerd in 1967 door Scanlon & Peyton.